# Vileïka
Vileïka (en biélorusse : Вілейка, en łacinka : Vilejka ; en russe : Вилейка ; en polonais : Wilejka) ou Vialeika (en biélorusse : Вялейка ; en łacinka : Vialejka) est une ville de la voblast de Minsk, en Biélorussie, et le centre administratif du raïon de Vileïka. Sa population s'élevait à 26 942 habitants en 2014.

## Géographie
Vileïka est située à 79 km au nord-ouest de Minsk.

## Histoire
La première mention de Vileïka remonte à l'année 1460. Elle devient russe après la deuxième partition de la Pologne en 1793 et un centre de district du gouvernement de Wilna. Après la guerre russo-polonaise de 1920, la ville redevient polonaise et le centre du district de Wilejka, dans la voïvodie de Wilno (aujourd'hui Vilnius en Lituanie). En septembre 1939, après la signature du pacte Molotov-Ribbentrop, elle est occupée par l'Armée rouge puis annexée à l'Union soviétique. La ville devient alors le centre du raïon de Vileïka, en République socialiste soviétique de Biélorussie. Après l'invasion de l'Union soviétique par l'Allemagne nazie, plusieurs centaines de personnes, principalement des prisonniers de guerre polonais blessés et malades, sont exécutés par les troupes soviétiques, avant leur départ, le 24 juin 1941. La ville est occupée par l'Allemagne nazie du 26 juin 1941 au 3 juillet 1944. Au cours de l'occupation, l'armée allemande tue un total de 6 972 habitants juifs et détruit entièrement Vileïka.

## Population
Recensements (*) ou estimations de la population :
| 1860  | 1897* | 1921* | 1959* | 1970*  | 1979*  |
| ----- | ----- | ----- | ----- | ------ | ------ |
| 2 931 | 3 560 | 3 400 | 8 222 | 12 240 | 20 747 |

| 1989*  | 1999*  | 2009*  | 2012   | 2013   | 2014   |
| ------ | ------ | ------ | ------ | ------ | ------ |
| 28 077 | 30 000 | 26 836 | 26 797 | 26 874 | 26 942 |

## Jumelage
La ville est jumelée à :
- Bliżyn (Pologne)
- Astara (Azerbaïdjan)
- Valdaï (Russie)
- Mojaïsk (Russie)
- Oberhausen (Allemagne)
- Pereiaslav (Ukraine)
- Willmar (États-Unis)
- Unna (Allemagne)
- Ujazd (Pologne)